# Obróbka kamieni barwnych

Podstawowe szlify: spiczasty, płaski (tablicowy), pojedyncze dobro, podwójne dobro, potrójne dobro, starszy szlif brylantowy

Obróbka kamieni barwnych dzieli się na następujące dziedziny:
- gliptykę – sztukę rzeźbienia i rytowania w kamieniach
- obróbkę agatów
- obróbkę kamieni barwnych
- szlif kulisty
- szlifowanie w bębnach
- wiercenie w kamieniach szlachetnych i ozdobnych
- obróbkę diamentów.

W praktyce nie istnieje na ogół ścisły podział na te dziedziny. Osoby zajmujące się szlifowaniem kamieni szlachetnych nazywane są szlifierami. Często specjalizują się oni w obróbce określonych rodzajów kamieni i dzięki temu potrafią najlepiej wydobyć ich własności, takie jak twardość, pleochroizm, głębię barwy.
Najstarszym sposobem obróbki kamieni szlachetnych i ozdobnych jest grawerowanie na ich powierzchni figur, symboli, znaków.
Początków szlifowania kamieni należałoby szukać w Indiach. Do około 1400 r. w przypadku przezroczystych kamieni szlachetnych i ozdobnych obrabiano zwykle tylko naturalne powierzchnie kryształów lub powierzchnie łupliwości po czym je polerowano. Dzięki temu zyskiwały one silniejszy połysk i większą przejrzystość. Na początku ery nowożytnej rzemiosło szlifierskie diamentów przeniosło się do Amsterdamu i Antwerpii.
Najczęściej spotykane szlify to: markiza, gruszka, szlif fantazyjny schodkowy, bagiet i poduszkowy. Najbardziej znaną oraz efektowną formą szlifu kamienia jest szlif fasetkowy, upowszechniony prawdopodobnie w XV wieku. Początki tego szlifu nie są znane. Prawdopodobnie pierwszy diament fasetkowy oszlifowano około 800 r. w Wenecji. Przez długi czas technika szlifu fasetkowego była pilnie strzeżoną tajemnicą. 